# Krokodil (König)
Krokodil ist möglicherweise der Name eines ägyptischen Herrschers (Pharao) der prädynastischen Zeit (sogenannte 0. Dynastie), welcher etwa um 3100 v. Chr. regiert haben könnte. Seine Existenz ist stark umstritten.
Obwohl von Krokodil selbst relativ wenige Artefakte und Schriftzeugnisse erhalten sind, konnten zu kulturellen, wirtschaftlichen und politischen Veränderungen aus seiner Zeit wertvolle Neuerkenntnisse gewonnen werden. Seine genaue chronologische Position hingegen bleibt wie seine Regierungsdauer unklar.

## Herkunft und Belege

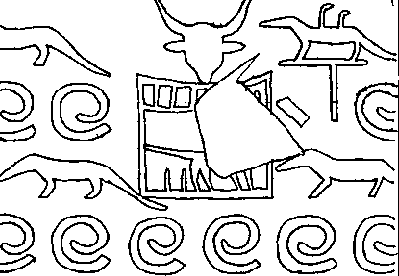
Tonsiegel des Krokodil, auch als Siegel des Gottes Sobek gedeutet

Die Lesung des Herrschernamens auf einigen Objekten und Interpretation dieser Belege als Horus Krokodil geht auf Günter Dreyer zurück. Auf einem Tonsiegel aus Tarchan sind ein Gebäude und darum Krokodile zu sehen. Dies deutet Günter Dreyer als Siegel des Herrschers Krokodil und er interpretiert andere schwer lesbare Königsnamen auch als König Krokodil. Diese Herrschernamen sind vorher meist als Skorpion interpretiert worden. Dreyer weist darauf hin, dass die Lesung als Skorpion unmöglich sei und ordnet sie dem angeblichen Herrscher von dem Siegel zu und liest die Zeichen Krokodil. Er sieht in den Hieroglyphen ein Krokodil im Profil und eine Schlaufe und liest šnj.w („König Krokodil“). Edwin van den Brink interpretiert besonders bei den Tintenaufschriften das Zeichen im Serech als Schlaufe und liest es als šn.dt („Der Unterdrücker“) als Variante von Krokodils Namen. Er ordnet diesem Herrscher auch einen schwer lesbaren Königsnamen zu, der sich in Minschat Abu Omar fand.

Stark beschädigter Keulenknauf, der vermutlich König Krokodil zeigt

Dreyer sieht in König Krokodil einen lokal regierenden Gegenkönig, der in der Gegend von Tarchan herrschte. Diese Interpretation der Belege ist jedoch hochgradig problematisch und ihr wurde schon früh widersprochen. Bei dem Siegelabdruck mag es sich nämlich auch um die bislang älteste Darstellung des Gottes Sobek handeln, in Gestalt eines ruhenden Krokodils auf einer Standarte und mit zwei Lotosknospen oder Straußenfedern, die aus seinem Rücken sprießen. Das serech-ähnliche Gebilde mit Stierkopf darüber und Krokodilzeichen im Inneren stellt sehr wahrscheinlich die Stadt Shedet („Die von Sobek gegründete“) dar, in welcher sich ein Heiligtum des Sobek befand. Dieser Interpretation folgt inzwischen ein Großteil der Ägyptologen. Dementsprechend gab es überhaupt keinen König Krokodil und die Interpretation der unsauber geschriebenen Königsnamen auf den genannten Objekten bleibt vorerst offen.
Aus dem sogenannten „Schatzdepot“ in Hierakonpolis stammt ein zerbrochener Zepterknauf, auf dem ein König mit Roter Krone in einem Sed-Festpavillon thront. Direkt vor seinem Gesicht ist eine stark beschädigte Hieroglyphe zu sehen, die von manchen Ägyptologen als Krokodil auf einer Standarte, von anderen wiederum als Skorpion gedeutet wird. Vorgänger und Nachfolger von König Krokodil sind unbekannt.